# Syed Nazakat
Syed Nazakat är en indisk journalist som skriver för The Week. Han har mottagit flera priser, bland annat Christiane Amanpour Award for Religion Journalism. Han har skrivit om flera kontroversiella ämnen, som Indiens hemliga tortyrkammare och vapensmuggling i Bangladesh.